# Hervé Revelli
Hervé Revelli, nasceu em 5 de maio de 1946, em Verdun, no Meuse, é um ex-jogador de futebol e treinador francês. Ele jogou como atacante em meados da década de 1960 até o início da década de 1980.
Ele é o irmão mais velho do também jogador do Saint-Étienne, Patrick Revelli.

## Biografia
Formado no Saint-Étienne, ele ganhou com o clube sete títulos da Ligue 1 e quatro copas da França. Ele também foi finalista da Liga dos Campeões em 1976. Ele é o maior artilheiro da história do Saint-Étienne com cento e sessenta e  seis gols marcados.
Durante sua carreira, ele também jogou no l'OGC Nice e, em seguida, no CS Chênois. Seu último clube como jogador profissional foi o La Berrichonne de Châteauroux.
Ele fez trinta jogos pela Seleção Francesa entre 1966 a 1975 e teve quinze gols marcados, mas não disputou nenhuma competição internacional com os "Blues" 
Revelli se tornou treinador e treinou principalmente equipes de divisões inferiores do campeonato francês, assim como equipes do Magrebe e a seleção do Benim. 

## Títulos

### Como jogador
- Ligue 1:  1967, 1968, 1969, 1970, 1974, 1975 e 1976
- Taça de França: 1968, 1970, 1975 e 1977
- Supercopa da França: 1967, 1968 e 1969

#### Prêmios individuais
- Melhor marcador da Ligue 1 em 1967 e 1970
- Eleito o Jogador francês do ano pelo France Football em 1969
- Predefinição:3e goleador da história da Ligue 1 atrás de Delio Onnis e Bernard Lacombe com 216 gols marcados entre 1965 e 1978
- Maior goleador da história da Supercopa da França com 6 golos marcados em 1967, 1968 e 1969.
- Maior marcador da história do Saint-Étienne com 274 gols
- Co-detentor do recorde de maior vencendor da Ligue 1 juntamente com Jean-Michel Larqué, Sidney Govou, Grégory Coupet e Juninho

### Como treinador
- Campeão Distrital de Drôme-Ardèche em 2006 com Beaurepaire